# Brooke Voigt
Brooke Voigt (Fort McMurray, 17 de noviembre de 1993) es una deportista canadiense que compite en snowboard, especialista en la prueba de slopestyle. Consiguió una medalla de bronce en los X Games de Invierno.

## Medallero internacional
| \| X Games de Invierno \| X Games de Invierno \| X Games de Invierno \| X Games de Invierno \| \| Año \| Lugar \| Medalla \| Prueba \| \| ------------------- \| ------------------- \| ------------------- \| ------------------- \| \| 2020 \| Hafjell (Noruega) \| Medalla de bronce \| Slopestyle \| |                   |                   |            |
| X Games de Invierno |                   |                   |            |
| Año | Lugar             | Medalla           | Prueba     |
| 2020 | Hafjell (Noruega) | Medalla de bronce | Slopestyle |